# Universitat d'Arts Aplicades de Viena
La Universitat d'Arts Aplicades de Viena (sovint abreujat com a Die Angewandte) és una universitat d'arts i institució d'educació superior a Viena, la capital d'Àustria. Té estatus d'universitat d'ençà del 1970. La universitat té actualment al voltant de 1.800 estudiants i uns 380 professors, i produeix unes 200 exposicions a l'any i multitud d'esdeveniments públics.

## Història
La seva predecessora, l'Angewandte, va ser fundada el 1863 com la k.k. Kunstgewerbeschule (Escola d'Arts i Oficis de Viena), seguint l'exemple del Museu South Kensington de Londres, ara anomenat Victoria and Albert Museum, per a establir un lloc d'educació superior per a dissenyadors i artesans. Estava estretament relacionada amb el Museu Reial Imperial d'Art i Indústria d'Àustria, avui anomenat Museu d'Arts Aplicades de Viena.
Va ser la primera escola d'aquest tipus al continent. El 1941 es va convertir en una institució d'educació superior. Entre el 1941 i el 1945 es va anomenar Reichshochschule fuer angewandte Kunst, i el 1948 va ser adquirida per l'estat austríac com a acadèmia. El 1970 se li va concedir el títol d'universitat i el 1998 va ser rebatejada com a Universitat d'Arts Aplicades.
Artistes famosos com Gustav Klimt, Oskar Kokoschka, Coloman Moser, Vivienne Westwood, Karl Lagerfeld, Jean-Charles de Castelbajac, Paul Kirnig, Jil Sander, Pipilotti Rist, Matteo Thun, François Valentiny, Hugo Markl, Erwin Wurm i Stefan Sagmeister han format part del claustre o del cos estudiantil de la universitat.